# Liste chinesischer Plakat- und Posterkünstler
Dies ist eine Liste chinesischer Plakat- und Posterkünstler. Sie folgt den Angaben des Sinologen Stephan R. Landsberger (geb. 1955) und des IISG (Amsterdam). Die Liste enthält überwiegend Propagandakünstler der Volksrepublik China mit dem Schwerpunkt Print und Plakat. Sie erhebt keinen Anspruch auf Vollständigkeit oder Aktualität. Ein Schwerpunkt der Liste liegt auf politischer Propaganda.

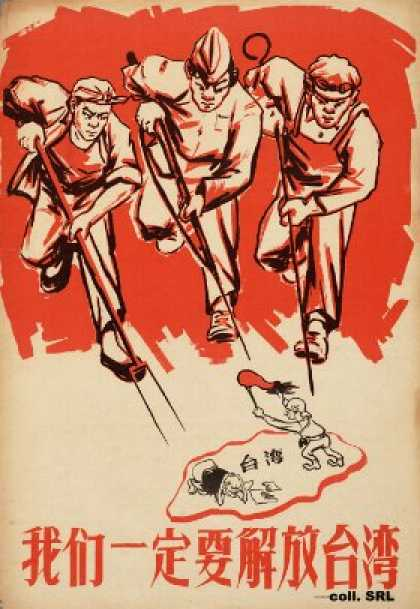
Wǒmen yīdìng yào jiěfàng Táiwān „Wir müssen Taiwan befreien“ (1958)

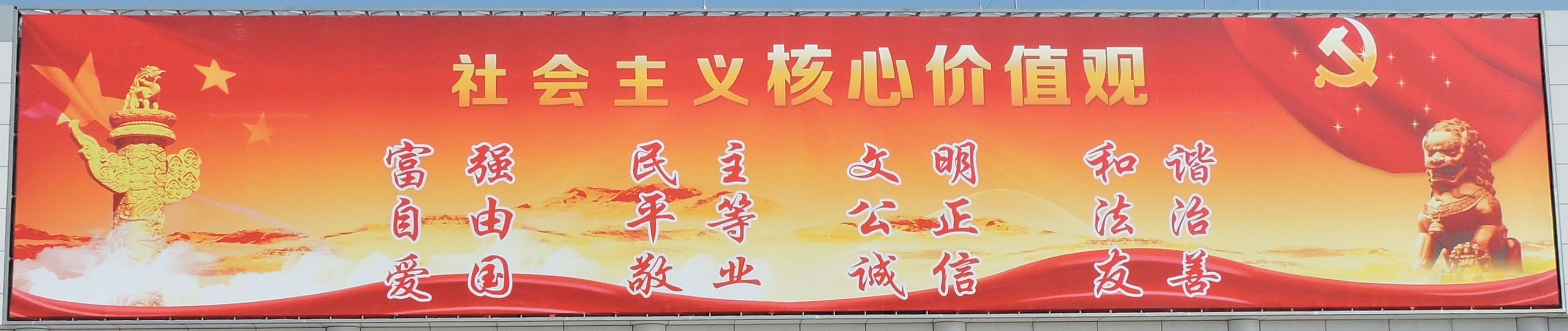
Shèhuì zhǔyì héxīn jiàzhíguān „Sozialistische Grundwerte“ - (Werteziele auf nationaler Ebene:) Wohlstand, Demokratie, Zivilisation, Harmonie (Werteorientierung auf der sozialen Ebene:) Freiheit, Gleichheit, Gerechtigkeit, Rechtsstaatlichkeit (Kriterien auf der individuellen Ebene der Staatsbürgerschaft:) Patriotismus, Engagement, Integrität, Freundlichkeit

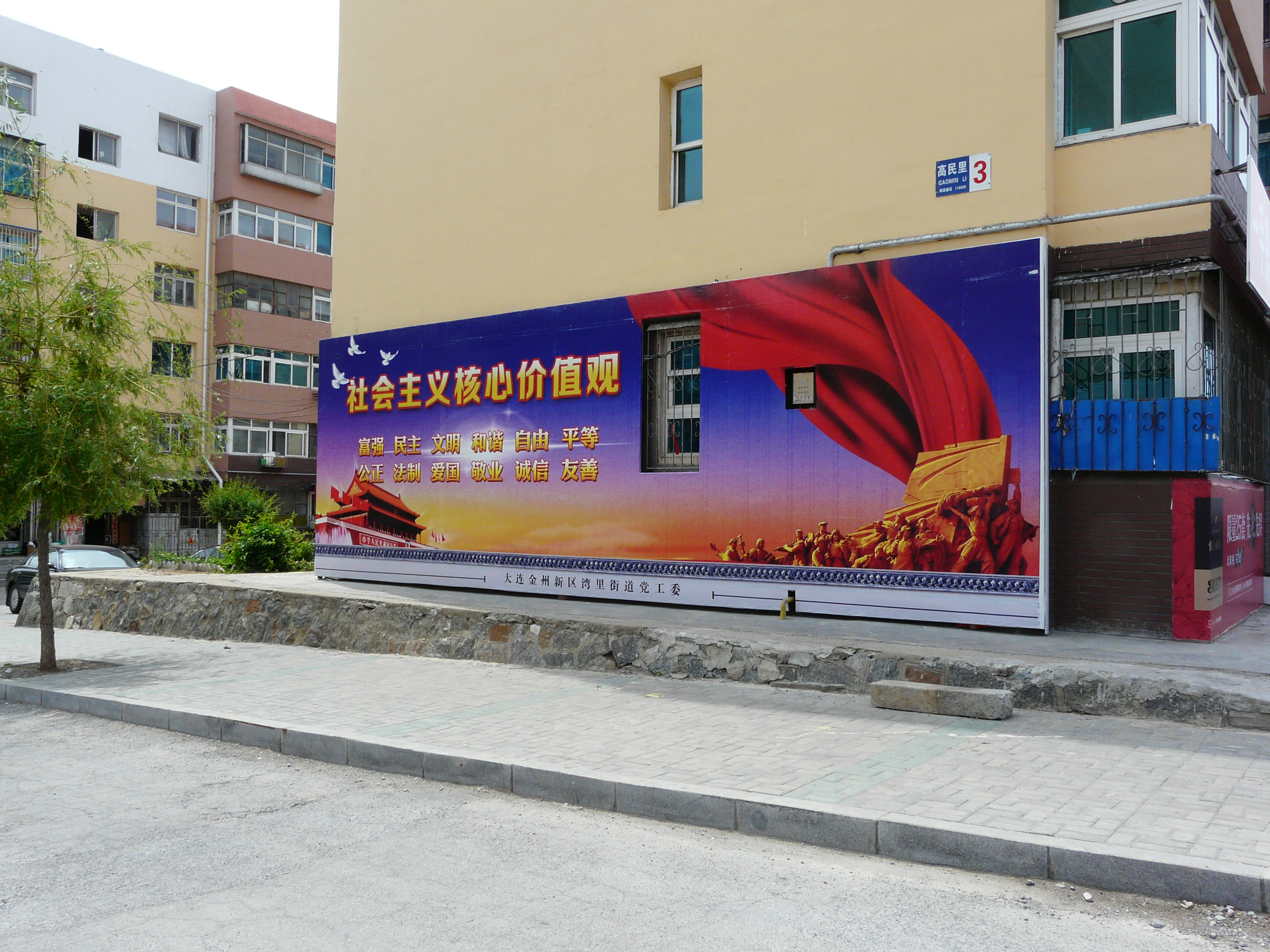
„Sozialistische Grundwerte“ (in anderer Gestaltung)

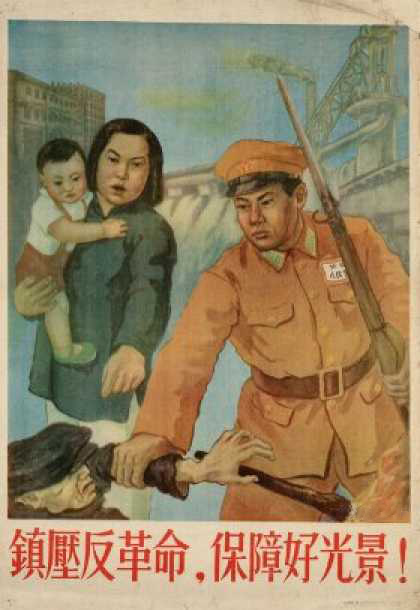
鎮壓反革命, 保障好光景！ (Zhènyā fǎngémìng, bǎozhàng hǎo guāngjǐng) „Unterdrückt die Konterrevolutionäre, gewährleistet eine gute Lage!“ (1951)

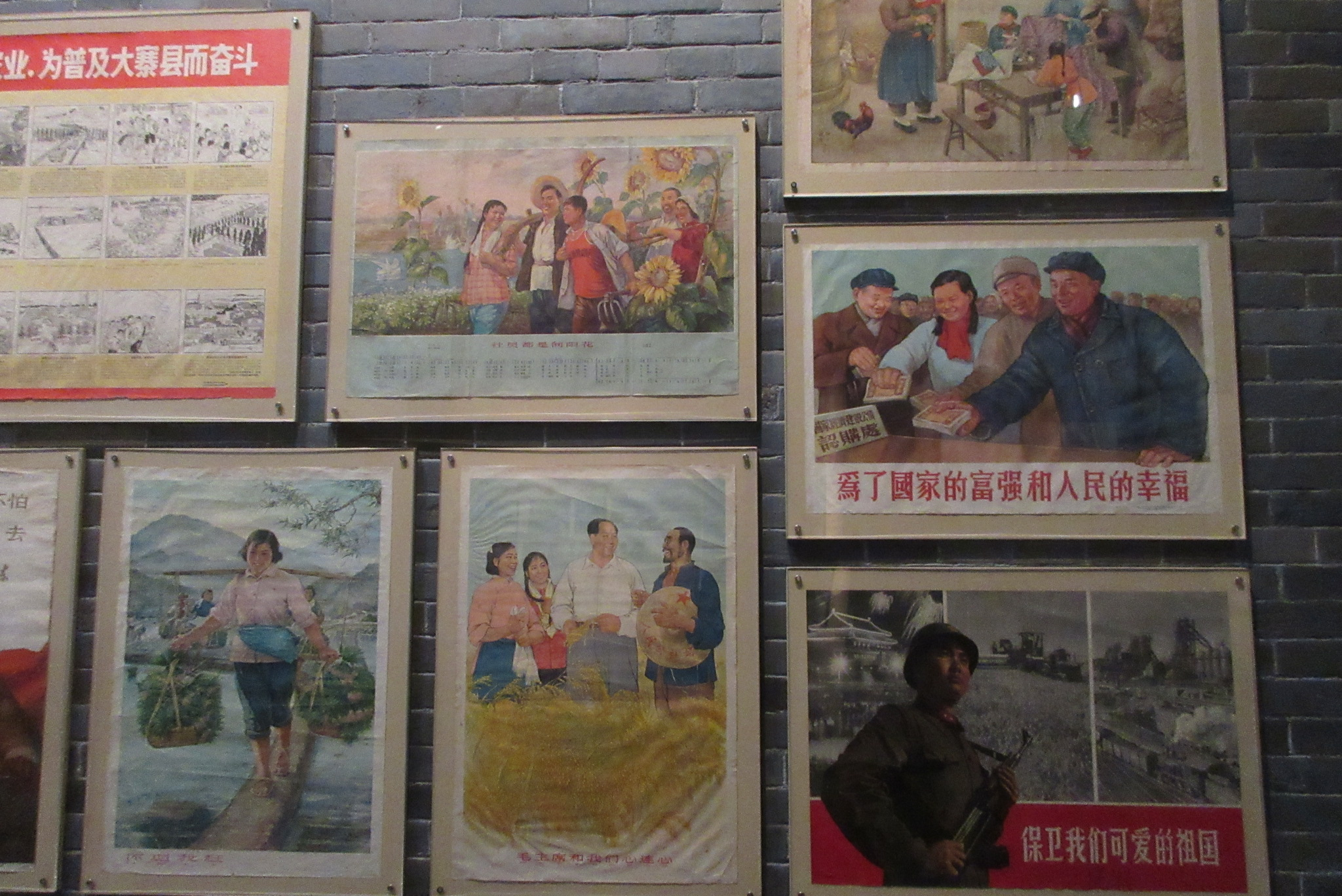
Shenzhen Museum (Shēnzhèn bówùguǎn)

## Übersicht
Quelle: chineseposters.net

### A
- A Zhi (阿志)
- Ah Er (阿二)
- Ah Lao (阿老)
- Ah Xian (阿仙)
- Ah Zhuang (阿庄)
- Ai Zhongxin (艾中信)
- An Jing
- An Jinsheng (安今生)
- An Lin (安林)

### B
- Bai Chunxi (白纯熙)
- Bai Fangjing (柏方景)
- Bai Hua (柏华)
- Bai Mingzhou (白明洲)
- Bai Sulan (白素兰)
- Bai Tianxue (白天雪)
- Bai Xueshi (白雪石)
- Bai Xuhao (白绪号)
- Bai Yiru (白逸如)
- Bai Yu (白玉)
- Bao Gui (宝贵)
- Bao Zhifeng (包志峰)
- Bei Jiarang (贝家壤)
- Bei Yingren (贝英仁)
- Ben She (奔射)
- Bi Cheng (毕成)
- Bi Qiqing (薜其晴)
- Bi Yanqun (薜雁群)
- Bi Yihan (薜翊汉)
- Bian Jun (边军)

### C
- Cai An (才安)
- Cai Chao (蔡超)
- Cai Liang (蔡亮)
- Cai Qun (蔡群)
- Cai Xu (蔡旭)
- Cai Zhenhua (蔡振华)
- Cao Fuluan (曹辅銮)
- Cao Hua (曹华)
- Cao Huilu (曹辉禄)
- Cao Shuqin (曹淑勤)
- Cao Wen (曹汶)
- Cao Xinlin (曹新林)
- Cao Youcheng (曹有成)
- Cao Ziqiang (曹自强)
- Cai Qincheng (察钦成)
- Chao Deren (晁德仁)
- Che Yongren (车永仁)
- Chen Aikang (陈爱康)
- Chen Anding (陈安定)
- Chen Baiyi (陈白一)
- Chen Baowan (陈宝万)
- Chen Beixin (谌北心)
- Chen Bingxi (陈秉玺)
- Chen Bingxin (陈冰心)
- Chen Chengqi (陈承齐)
- Chen Chudian (陈初电)
- Chen Chunxuan (陈春轩)
- Chen Da (陈达)
- Chen Dalin (陈达林)
- Chen Dexi (陈德曦)
- Chen Dun (陈敦)
- Chen Fei (陈飞)
- Chen Fu (陈辅)
- Chen Fuming (沈复明)
- Chen Guping (陈谷平)
- Chen Hong (陈鸿)
- Chen Hongren (陈宏仁)
- Chen Huiming (陈惠明)
- Chen Jiahua (陈家骅)
- Chen Jian (陈坚)
- Chen Jinyan (陈今言)
- Chen Jiren (陈纪仁)
- Chen Jiwu (陈继武)
- Chen Juxian (陈菊仙)
- Chen Linxiang (陈麟祥)
- Chen Liren (陈立人)
- Chen Liyan (陈立言)
- Chen Mianyu (陈绵煜)
- Chen Ming (陈明)
- Chen Mou (陈谋)
- Chen Nailiang (陈乃亮)
- Chen Pan (陈磐)
- Chen Peirong (陈培荣)
- Chen Peiyu (陈佩玉)
- Chen Qi (陈其)
- Chen Qiang (陈强)
- Chen Qing (陈磬)
- Chen Qingxin (陈庆心)
- Chen Quan (陈泉)
- Chen Rupeng (陈如鹏)
- Chen Shaofang (陈少芳)
- Chen Shaolun (沉绍伦)
- Chen Shaomian (陈绍勉)
- Chen Sheng
- Chen Shizhen (陈世真)
- Chen Shoukai (陈守凯)
- Chen Shouyi (陈守义)
- Chen Songling (陈松林)
- Chen Tieqiao (陈铁桥)
- Chen Wangqiu (陈望秋)
- Chen Weimin
- Chen Xiaonan (陈晓南)
- Chen Xiaoxi (陈小兮)
- Chen Xinghua (陈兴华)
- Chen Xiongxun (陈雄勋)
- Chen Xueshi (谌学诗)
- Chen Yanning (陈衍宁)
- Chen Yaoyi (陈尧伊)
- Chen Yi
- Chen Yifei (陈逸飞)
- Chen Yifu (陈贻福)
- Chen Yiming (陈宜明)
- Chen Ying (陈英)
- Chen Yinghui (陈敬会)
- Chen Yizhi (陈一致)
- Chen Yizhong (陈以忠)
- Chen Yongzhi (陈永智)
- Chen Youji (陈有吉)
- Chen Yuqiang (陈聿强)
- Chen Yuqing (陈育其)
- Chen Zhengming (陈正明)
- Chen Zhenxin (陈振新)
- Chen Zhichu (陈之初)
- Chen Zhiqian (陈志谦)
- Chen Zhongyi (陈忠义)
- Chen Zili (陈自立)
- Chen Ziyun (陈子云)
- Cheng Baohong (程宝泓)
- Cheng Conglin (程丛林)
- Cheng Dali (程大利)
- Cheng Guoquan (成国权)
- Cheng Guoying (程国英)
- Cheng Jiyang (程季扬)
- Cheng Lizhi (成励志)
- Cheng Mingsheng (程敏生)
- Cheng Nanyan (成南炎)
- Cheng Shifa (程十发)
- Cheng Xinfu (程欣甫)
- Cheng Ziliang (程自良)
- Chi Changyao (池长尧)
- Chi Ke (迟轲)
- Chi Yiping (池一平)
- Chu Fang (楚舫)
- Chu Nan (楚南)
- Cong Jiaye (丛家业)
- Cui Kaixi (崔开玺)
- Cui Minghua (崔明华)
- Cui Yong (崔勇)

### D
- Da Ke (大可)
- Da Wa (达娃)
- Dai Baohua (戴保华)
- Dai Songgeng (戴松耕)
- Dai Yanbin (戴衍彬)
- Dai Yuru (戴玉茹)
- Dai Ze (戴泽)
- Dan Huaju (单华驹)
- Dan Lang (丹朗)
- Dan Lianxiao (单联孝)
- Dan Xihe (单锡和)
- Dan Xun (单恂)
- Dan Yinggua (单应挂)
- Dan Zhenlin (惮振霖)
- De Quan (德泉)
- De Yugong (德裕公)
- Deng Guoyuan (邓国源)
- Deng Kaiyi (邓开圯)
- Deng Ke (邓柯)
- Deng Lingxiang (邓领先)
- Deng Nairong (邓乃荣)
- Deng Shu (邓树)
- Ding Binzeng (丁斌曾)
- Ding Hao (丁浩)
- Ding Jiansheng (丁健生)
- Ding Junjie (丁俊杰)
- Ding Ningyuan (丁宁原)
- Ding Rongkui (丁荣魁)
- Ding Shiqian (丁世谦)
- Ding Yixin (丁仪新)
- Ding Yuguan (丁狱冠)
- Ding Yunqu (丁允渠)
- Dong Chenqing (董辰清)
- Dong Gang (董纲)
- Dong Lianbao (董连宝)
- Dong Shu (董舒)
- Dong Tianye (董天野)
- Dong Xiaoming (董小明)
- Dong Xiwen (董希文)
- Dong Zhaohui (董兆惠)
- Dong Zhengyi (董正谊)
- Dou Shikui (窦世魁)
- Du Jiang (杜江)
- Du Mingcen (杜明岑)
- Du Qi (杜琦)
- Du Xianqing (杜显清)
- Du Yingqiang (杜应强)
- Du Yuxi (杜玉曦)
- Du Zhilian (杜志廉)
- Du Zhuoxuan (杜卓选)
- Duan Peihua (段培华)
- Duan Quanyuan (段全元)
- Duan Weijun (段伟君)
- Duan Xi (段锡)
- Duan Xiaoqin (段小琴)
- Duan Zhongqian (段忠谦)

### F
- Fan Ceng (范曾)
- Fan Heng (樊恒)
- Fan Huaizhang (樊怀章)
- Fan Jixiang (范继祥)
- Fan Yixin (范一辛)
- Fang Yunxiang (方云香)
- Fan Pu (范璞)
- Fan Yixin (范一辛)
- Fan Yongping (樊永平)
- Fan Zhenjia (范振家)
- Fang Dong (方洞)
- Fang Dunzhuan (方敦传)
- Fang Etai (方鄂泰)
- Fang Guowen (方国文)
- Fang Jing (方菁)
- Fang Jiong (方炯)
- Fang Jizhong (方济众)
- Fang Ling (方灵)
- Fang Rugen (芳汝根)
- Fang Shicong (方世聪)
- Fang Yunxiang (方云香)
- Fang Zengxian (方增先)
- Fei Changfu (费长富)
- Fei Shengfu (费声福)
- Fei Xinwo (费新我)
- Fei Zheng (费正)
- Feng Guolin (冯国琳)
- Feng Fasi (冯法祀)
- Feng Guozhu (冯国柱)
- Feng Jianqin (冯建亲)
- Feng Jinliang (冯金良)
- Feng Lin (风琳)
- Feng Mingliu (冯明榴)
- Feng Yiwu (冯一呜)
- Feng Youkang (冯有慷)
- Feng Zengshun (冯增春)
- Feng Zhaomin (丰兆民)
- Feng Zhen (冯真)
- Feng Zhengjian (冯正建)
- Feng Zhengliang (冯正梁)
- Fu Changshun (傅长顺)
- Fu Xiaoxian (傅孝先)
- Fu Zhigui (傅植桂)
- Fu Zhisen (付治森)

### G
- Gan Changlin (甘长霖)
- Gan Wuyan (甘武炎)
- Gan Xuru
- Gao Chao (高潮)
- Gao Eryi (高而颐)
- Gao Guangming (高光明)
- Gao Guofang (高国芳)
- Gao Guoqiang (高国强)
- Gao Hong (高红)
- Gao Junfeng (高俊峰)
- Gao Junxian (高俊贤)
- Gao Liansheng (高连升)
- Gao Minsheng (高民生)
- Gao Qikui (郜起奎)
- Gao Qingyan (高庆衍)
- Gao Quan (高泉)
- Gao Shan (高山)
- Gao Shaofei (高少飞)
- Gao Shilang (高仕烺)
- Gao Tongbao (高同宝)
- Gao Ximin (高吉民)
- Gao Xizhu (高喜柱)
- Gao Xuhong (高绪洪)
- Gao Yaguang (高亚光)
- Gao Yuhui (高宇辉)
- Gao Yun (高云)
- Gao Yuwu (高育武)
- Gao Zengxiu (高增修)
- Gao Zhongyan (高中炎)
- Ge Wanming (戈万明)
- Ge Wei (戈韦)
- Geng Yuemin (耿跃民)
- Gong Jingchong (龚景充)
- Gong Zhenbao (贡振宝)
- Gu Bingxin (顾炳鑫)
- Gu Gan (古干)
- Gu Gang (谷钢)
- Gu Huamin (顾华明)
- Gu Jixu (顾寄徐)
- Gu Pan (顾盼)
- Gu Pu (顾朴)
- Gu Qun (顾群)
- Gu Yizhou (古一舟)
- Gu Yuan (古元)
- Gu Yue (古月)
- Gu Zhao'en (谷照恩)
- Gu Zhujun (顾祝君)
- Guan Hezhang (关和璋)
- Guan Mansheng (关满生)
- Guan Qiming (关琦铭)
- Guan Shanyue (关山月)
- Guan Tianrui (关天瑞)
- Guan Xueming (关学明)
- Guan Zeju (关则驹)
- Guang Tingbo (广廷渤)
- Gui Runnian (桂润年)
- Guo Anxiang (郭安祥)
- Guo Changxin (郭常信)
- Guo Hongwu (郭宏武)
- Guo Kekuan (郭克宽)
- Guo Qinghai (郭庆海)
- Guo Runlin (郭润林)
- Guo Shaogang (郭绍纲)
- Guo Shouxiang (郭守祥)
- Guo Tingrong (郭廷荣)
- Guo Weixing (郭伟星)
- Guo Zhiming (郭志明)
- Guo Chongguang (郭重光)
- Guo Zhongyu (郭钟瑜)

### H
- Ha Qiongwen (哈琼文)
- Ha Sizhuang (哈思庄)
- Han Deya (韩德亚)
- Han Guangxu (韩光煦)
- Han Heping (韩和平)
- Han Keli (韩克礼)
- Han Min (韩敏)
- Han Shuo (韩硕)
- Han Xiang (韩祥)
- Han Xizeng (韩喜增)
- Hang Mingshi (杭鸣时)
- Hao Cunxiang (郝存祥)
- Hao Huifen (郝惠芬)
- Hao Jiaxian (郝嘉贤)
- Hao Xueli (郝雪莉)
- He Bing (何冰)
- He Bo (何波)
- He Cheng (贺承)
- He Duojun (何多俊)
- He Guohua (何国华)
- He Jiequan (何节全)
- He Kedi (何克敌)
- He Kongde (何孔德)
- He Nan (何南)
- He Rongqing (何荣卿)
- He Shishao (何世烧)
- He Yanrong (何艳荣)
- He Yimei (何逸梅)
- He Yongkun (何永坤)
- He Yongming (何永明)
- He Youzhi (贺友直)
- He Yun (何云)
- He Zhaoxing (何兆兴)
- He Zhesheng (何哲生)
- Hong Bo (洪波)
- Hong Huang (洪荒)
- Hong Jiawu (洪家武)
- Hong Shiqing (洪涛)
- Hong Tao (洪涛)
- Hong Xixu (洪锡徐)
- Hong Yaohua (洪耀华)
- Hong Yiming (洪一鸣)
- Hong Zuren (洪祖仁)
- Hou Bo (侯波)
- Hou Fengmin (侯峰民)
- Hou Jide (候继德)
- Hou Jie (侯杰)
- Hou Linfu (侯林甫)
- Hou Rong (侯荣)
- Hou Yimin (候一民)
- Hu Boya (胡博亚)
- Hu Daosheng (胡道生)
- Hu Dunzhi (胡敦志)
- Hu Haichao (胡海超)
- Hu Jinqing (胡进庆)
- Hu Jinri (胡进日)
- Hu Jinye (胡今叶)
- Hu Liyi (胡立义)
- Hu Renqiao (胡仁樵)
- Hu Ruosi (胡若思)
- Hu Su (胡甦)
- Hu Tuozhong (胡驼中)
- Hu Yichuan (胡一川)
- Hu Yuelong (胡曰龙)
- Hu Zhenlang (胡振郎)
- Hu Zhenyu (胡振宇)
- Hua Kexiong (华克雄)
- Hua Tianyou (滑间友)
- Hua Xiyue (华西岳)
- Hua Yu (华瑜)
- Huang Dezhen (黄德珍)
- Huang Entao (黄恩涛)
- Huang Gengzhuo (黄耿卓)
- Huang Hong'en (黄鸿恩)
- Huang Jiayu (黄驾宇)
- Huang Jiong (黄炯)
- Huang Jishi (黄奇士)
- Huang Jun (黄均)
- Huang Kunyuan (黄堃源)
- Huang Lisheng (黄力生)
- Huang Miaofa (黄妙发)
- Huang Mingqian (黄名芊)
- Huang Naiyuan (黄乃源)
- Huang Qimao (黄启茂)
- Huang Qin (黄芹)
- Huang Rongyong (黄荣勇)
- Huang Shanlai (黄善来)
- Huang Shansai (黃善賽)
- Huang Shude (黄树德)
- Huang Tingsong (黄庭松)
- Huang Wei (黄维)
- Huang Xiling (黄锡龄)
- Huang Yide (黄一得)
- Huang Yijiu (黄一九)
- Huang Zengli (黄增立)
- Huang Zhen (黄震)
- Huang Zhenyong (黄振永)
- Huang Zhicheng (黄志成)
- Huang Zhuanwei (黄传伟)
- Huang Zongrui (黄宗瑞)
- Huang Zuoru (黄作如)
- Huo Yuanqing (霍元庆)
- Huo Yunqing (霍允庆)

### J
- Ji Meihun (吉梅魂)
- Ji Ming (纪明)
- Ji Naijin (纪乃近)
- Ji Qinghe (纪清和)
- Ji Si (集思)
- Ji Zhi (集智)
- Jia Keli (贾克里)
- Jia Shumin (贾输敏)
- Jia Xingtong (贾兴桐)
- Jian Chongmin (简崇民)
- Jiang Baoxing (姜宝星)
- Jiang Bibo (江碧波)
- Jiang Changyi (蒋昌一)
- Jiang Chengnan (姜成楠)
- Jiang Chenqian (将陈阡)
- Jiang Chunpo (姜纯朴)
- Jiang Enlian (江恩连)
- Jiang Fan (江帆)
- Jiang Feng (江峰)
- Jiang Hancheng (江汉城)
- Jiang Jianzhang (姜建章)
- Jiang Jinlin (江晋林)
- Jiang Kun (姜坤)
- Jiang Li (江黎)
- Jiang Mi (江敉)
- Jiang Nanchun (江南春)
- Jiang Shupu (姜书璞)
- Jiang Tailu (蒋太禄)
- Jiang Tiefeng (蒋铁峰)
- Jiang Xianhui (江显辉)
- Jiang Yan (姜燕)
- Jiang Zhaohe (蒋兆和)
- Jiang Zhongbo (蒋仲伯)
- Jie Yiyong (解义勇)
- Jin Anqun (金安群)
- Jin Changjie (金昌搩)
- Jin Chen (金尘)
- Jin Futang (金福堂)
- Jin Gao (金高)
- Jin Guangyu (金光瑜)
- Jin Jifa (金纪发)
- Jin Lang (金浪)
- Jin Meisheng (金梅生)
- Jin Ming (金铭)
- Jin Nianhua (金年华)
- Jin Peigeng (金培庚)
- Jin Qingjin (靳庆金)
- Jin Rongxiu (金蓉秀)
- Jin Shangyi (靳尚谊)
- Jin Shukun (金淑坤)
- Jin Xianglong (金祥龙)
- Jin Xuechen (金雪尘)
- Jin Yan (金焰)
- Jin Zhaofang (金肇芳)
- Jin Zuzhang (金租章)
- Jing Xuan (静轩)

### K
- Kang Dong (康东)
- Kang Jisheng (康纪生)
- Kang Ping (康平)
- Kang Zhuang (康庄)
- Kang Zuotian (亢佐田)
- Ke Limu (克力木)
- Kong Jianguo (孔建国)
- Kong Lingsheng (孔令生)
- Kong Xiangren (孔祥仁)

### L
- Lao Rugen (劳汝根)
- Lei Tan (雷坦)
- Lei Wenbin (雷文彬)
- Lei Wenbing (雷文兵)
- Lei Zhengmin (雷正民)
- Li Baoliang (李宝亮)
- Li Bin (李斌)
- Li Binggang (李秉刚)
- Li Binghong (黎冰鸿)
- Li Chengxuan
- Li Chengyi (李成义)
- Li Deren (李德仁)
- Li Deyi (李德义)
- Li Dezhao (李德钊)
- Li Dongsheng (李东升)
- Li Du (李度)
- Li Enlin (李恩林)
- Li Enyuan (李恩源)
- Li Fengjun (李凤君)
- Li Fenglan (李凤兰)
- Li Gang (李刚)
- Li Haiwei (黎海伟)
- Li Heng (李亨)
- Li Hongbao (李宏宝)
- Li Hongcai (李红才)
- Li Hongren (李宏仁)
- Li Hongxiang (李洪祥)
- Li Hongxun (李洪勋)
- Li Hongyuan (李鸿远)
- Li Hua (李桦)
- Li Huanmin (李唤民)
- Li Huaying (李华英)
- Li Huifen (李惠芬)
- Li Huiquan (李汇泉)
- Li Huiran (李惠然)
- Li Jianghong (李江鸿)
- Li Jiyuan (李济远)
- Li Jun (李俊)
- Li Keran (李可染)
- Li Kong'an (李孔安)
- Li Kushan (李苦禅)
- Li Lang (李浪)
- Li Li (李立)
- Li Linxiang (利林祥)
- Li Minsheng (李民生)
- Li Mu Bai (李慕白)
- Li Naizhou (李乃宙)
- Li Ping (黎平;)
- Li Pingfan (李平凡)
- Li Qi (李琦)
- Li Qihe (李奇合)
- Li Qin (李勤)
- Li Quanwu (李全武)
- Li Qun (力群)
- Li Rongbiao (李荣标)
- Li Ronglong (李融龙)
- Li Rui (李瑞)
- Li Ruinian (李瑞年)
- Li Shan (李山)
- Li Shan (李善)
- Li Shinan (李世南)
- Li Shubang (李书邦)
- Li Shuji (李树基)
- Li Shusen (李树森)
- Li Shuyun (李舒云)
- Li Songshi (李松石)
- Li Tianxin
- Li Ting (力汀)
- Li Wanbing (黎宛冰)
- Li Wanchun (李万春)
- Li Wenlong (李文龙)
- Li Wenxin (李文信)
- Li Xiangyang (李向阳)
- Li Xiaoqian (李筱茜)
- Li Xingtao (李醒滔)
- Li Xiu (李秀)
- Li Xiushi (李秀实)
- Li Yang (李阳)
- Li Yansheng (李延生)
- Li Yi (李毅)
- Li Yixin (李一新)
- Li Yuan (李涴)
- Li Yuanxing (李元星)
- Li Yuefei (李岳飞)
- Li Yueyi (李跃义)
- Li Yukai (李玉凯)
- Li Yulu (李玉录)
- Li Yusheng (李玉生)
- Li Yuzi (李玉滋)
- Li Zehao (李泽浩)
- Li Zemin (李泽民)
- Li Zengji (赵增吉)
- Li Zhengnian (李正年)
- Li Zhenhua (李振华)
- Li Zhenqiu (李振球)
- Li Zhihua (李志华)
- Li Zhongwen (李中文)
- Li Zhongxin (李重新)
- Li Zongjin (李宗津)
- Li Zuowan (李佐万)
- Liang Changlin (梁长林)
- Liang Genxiang (梁根祥)
- Liang Hongtao (梁洪涛)
- Liang Kuang (梁宽)
- Liang Longxin (粱隆新)
- Liang Mingguang (梁铭光)
- Liang Pingbo (梁平伯)
- Liang Qide (梁启德)
- Liang Yan (梁岩)
- Liang Yehong (梁业鸿)
- Liang Yulong (梁玉龙)
- Liang Yunqing (梁运清)
- Liang Zhaotang (梁照堂)
- Liang Zhenxiong (梁镇雄)
- Liang Zhiwei (梁志伟)
- Lianren Xiaoling (廉人小玲)
- Liao Lian'gui (廖连贵)
- Liao Yiqun (廖艺群)
- Liao Zongyi (廖宗怡)
- Lin Chenghan (林成翰)
- Lin Chuan (林川)
- Lin Fan (林凡)
- Lin Gang (林岗)
- Lin Jiabing (林加冰)
- Lin Jianguo (林建国)
- Lin Jie (林湝)
- Lin Kai (林锴)
- Lin Kanghua (林康华)
- Lin Longhua (林龙华)
- Lin Meilan (林美岚)
- Lin Qinghe (林清和)
- Lin Rangyu (林让玉)
- Lin Rixiong (林日雄)
- Lin Shuzhong (林树中)
- Lin Weiguang (林伟光)
- Lin Tao (林涛)
- Lin Ximing (林曦明)
- Lin Yi (林艺)
- Lin Yingshan (林瑛珊)
- Lin Yixiang (林亦香)
- Lin Yong (林墉)
- Lin Yongzhi (林勇志)
- Lin Zhen (林震)
- Ling Xu (凌虚)
- Liu Aimin (刘爱民)
- Liu Bairong (刘柏荣)
- Liu Baogui (刘宝贵)
- Liu Baoquan (刘宝泉)
- Liu Baoxiang (刘宝祥)
- Liu Bingli (刘秉礼)
- Liu Bingliang (刘秉亮)
- Liu Chang'en (刘长恩)
- Liu Chengqi (刘称奇)
- Liu Chonglin (刘崇林)
- Liu Chun'gen (刘春根)
- Liu Chunhua (刘春华)
- Liu Dajiang (刘达江)
- Liu Danzhai (刘旦宅)
- Liu Dawei (刘大为)
- Liu Di (刘棣)
- Liu Duan (刘端)
- Liu Enbin (刘恩斌)
- Liu Ergang (刘二刚)
- Liu Fanguo (刘范国)
- Liu Guangcan (刘光灿)
- Liu Guangxu (刘光旭)
- Liu Guoqing (刘国庆)
- Liu Haisu (刘海粟)
- Liu Haizhi (刘海志)
- Liu Haomei (刘浩眉)
- Liu Jianfeng (刘建锋)
- Liu Jiazhi (刘家智)
- Liu Jilin (刘骥林)
- Liu Jiyou (刘继卣)
- Liu Kemin (刘克敏)
- Liu Ming (刘明)
- Liu Nansheng (刘南生)
- Liu Peiheng (刘佩珩)
- Liu Ping (刘苹)
- Liu Renjie (刘仁杰)
- Liu Renqing (刘仁庆)
- Liu Rongfu (刘荣富)
- Liu Sanduo (刘三多)
- Liu Sha (刘沙)
- Liu Shimu (刘士木)
- Liu Shiqin (刘仕钦)
- Liu Shumao (刘树茂)
- Liu Tiequan (刘铁权)
- Liu Wei (刘薇)
- Liu Wenfu (刘文甫)
- Liu Wenxi (刘文西)
- Liu Xiaohui (刘肖晖)
- Liu Xiaoli (刘小莉)
- Liu Xiaoman (刘小曼)
- Liu Xiji (刘熹奇)
- Liu Xunfa (刘巽发)
- Liu Yaozhen (刘耀真)
- Liu Yaping (刘亚平)
- Liu Yonghuan (刘永焕)
- Liu Yongkai (刘永凯)
- Liu Yuanxing (刘元兴)
- Liu Yunsheng (刘云生)
- Liu Yunying (刘允颖)
- Liu Yushan (刘玉山)
- Liu Yuyi (刘宇一)
- Liu Zeqia (刘泽恰)
- Liu Zewen (刘泽文)
- Liu Zhangshun (刘长顺)
- Liu Zheng (刘正)
- Liu Zhengde (刘政德)
- Liu Zhenting (刘振亭)
- Liu Zhide (刘志德)
- Liu Zhigui (刘知贵)
- Liu Zhongchen (刘忠臣)
- Liu Zhongfu (刘忠福)
- Liu Zize (刘子泽)
- Liu Zongfu (柳宗福)
- Liu Zongqi (刘宗琪)
- Long Yunxu (龙云绪)
- Lou Chunting (娄春亭)
- Lou Jiaben (楼价本)
- Lou Qigui (娄齐贵)
- Lü Changtian (吕长天)
- Lu Dehui (卢德辉)
- Lu Delin (卢德麟)
- Lu Deyao (卢德耀)
- Lü Enyi (吕恩谊)
- Lu Hailin (陆海林)
- Lu Juding (路巨鼎)
- Lu Kuan (路宽)
- Lu Kunfeng (卢坤峰)
- Lu Maode (陆矛德)
- Lü Pin (吕品)
- Lu Ping (路平)
- Lu Qing (陆青)
- Lu Rujie (陆汝洁)
- Lu Shaoquan (陆绍权)
- Lü Shumin (吕树民)
- Lu Ting (陆廷)
- Lü Xi’an (吕西安)
- Lü Xiangyin (律向银)
- Lü Xiangyou (吕相友)
- Lu Xingchen (陆星辰)
- Lu Xinsen (陆新森)
- Lu Yaoyi (陆耀义)
- Lu Yan (陆岩)
- Lu Yezi (卢叶梓)
- Lu Yifei (陆一飞)
- Lu Yongqing (卢永庆)
- Lu Zezhi (陆泽之)
- Lu Zhanggen (陆长根)
- Lü Zhangtian (吕长天)
- Lü Zhenmin (吕振敏)
- Lu Zhongde (陆忠德)
- Lu Zhongjian (卢仲坚)
- Luo De'an (罗德安)
- Luo Erchun (罗尔纯)
- Luo Genxing (骆根兴)
- Luo Gongliu (罗工柳)
- Luo Ke (罗克)
- Luo Riming (罗日明)
- Luo Rongxin (罗荣心)
- Luo Weiqing (罗蔚青)
- Luo Xiuyue (罗秀岳)
- Luo Xixian (罗希贤)
- Luo Yujiang (罗玉江)

### M
- Ma Changli (马常利)
- Ma Diexian (马蝶仙)
- Ma Ding (马丁)
- Ma Hongdao (马宏道)
- Ma Jianya (马建亚)
- Ma Jie (马杰)
- Ma Jindong (马金东)
- Ma Lequn (马乐群)
- Ma Quan (马泉)
- Ma Shuntian (马舜田)
- Ma Tianqi (马天骐)
- Ma Yali (马亚利)
- Ma Yiping (马一平)
- Ma Yun (马云)
- Ma Yuru (马玉如)
- Ma Zhenlong (马振龙)
- Ma Zhenxiang (马振祥)
- Mali Jitu (马力吉图)
- Mao Junguang (毛钧光)
- Mao Wenbiao (毛文彪)
- Mao Xiangxian (毛翔先)
- Mao Yiwei (毛逸伟)
- Mei Dingkai (梅定开)
- Mei Lin (梅林)
- Mei Xiaoqing (梅肖青)
- Mei Zhihao (梅志浩)
- Meng Guang (孟光)
- Meng Muyi (孟幕颐)
- Meng Qingjiang (孟庆江)
- Meng Xianchang (孟咸昌)
- Meng Yangyi
- Meng Yangyu (孟养玉)
- Meng Yingsheng (孟英声)
- Mi Gu (米谷)
- Miao Jiashuo (苗佳硕)
- Ming Zhi (明之)
- Mo Bohua (莫伯华)
- Mo Dongfu (莫东富)
- Mo Gong (默公)
- Mo Pu (莫樸)
- Mo Ruoying (莫若莹)
- Mo Shuzi (莫树滋)

### N
- Na Qiming (那启明)
- Ni Chensheng (倪辰生)
- Ni Fanghua (倪芳华)
- Ni Gengye (倪耕野)
- Nie Jinghe (聂靖和)
- Nie Wensheng (聂文生)
- Nima Zeren (尼玛泽仁)
- Ning Shizhong (宁世忠)
- Ning Xiao (宁霄)
- Niu Bin (牛彬)
- Niu Wen (牛文)
- Niu Xiwen (钮希文)

### O
- Ou Huanzhang (区焕章)
- Ou Yang (鸥洋)

### P
- Pan Fang (潘放)
- Pan Hengsheng (潘衡生)
- Pan Honghai (潘鸿海)
- Pan Jiajun (潘嘉俊)
- Pan Peide (潘培德)
- Pan Puhua (潘普华)
- Pan Shixun (潘世勋)
- Pan Xiaoqing (潘小庆)
- Pan Xingjian (潘行健)
- Pan Yingqiao (潘英乔)
- Pang Jianguo (庞建国)
- Pang Ka (庞卡)
- Pang Tao (庞涛)
- Pang Yipeng (庞亦鹏)
- Pei Changqing (裴常青)
- Pei Jianhua (裴建华)
- Pei Wenlu (裴文璐)
- Peng Bin (彭彬)
- Peng Fang (彭放)
- Peng Gonglin (彭公林)
- Peng Ming (彭明)
- Peng Qianghua (彭强华)
- Peng Shigen (彭石根)
- Peng Xiao (彭晓)
- Peng Xigui (彭羲贵)
- Peng Zhaomin (彭召民)
- Ping Ye (平野)
- Pu Dong (浦冬)

### Q
- Qi Baocheng (齐宝成)
- Qi Daoyan (戚道彦)
- Qi Deyan (漆德炎)
- Qi Jie (齐捷)
- Qi Linjia (祁林家)
- Qi Menghui (齐梦慧)
- Qi Shuyan (戚墅堰)
- Qi Xinmin (齐新民)
- Qi Zhuanyu (齐传玉)
- Qian Daxin (钱大昕)
- Qian Guisun (钱贵孙)
- Qian Shengfa (钱生发)
- Qian Songnie (錢松喦)
- Qian Songyan (钱松岩)
- Qian Weijian (钱维建)
- Qian Yunxuan (钱运选)
- Qian Zhilin (钱志林)
- Qiao Baohua (乔保华)
- Qiao Wenke (乔文科)
- Qin Dahu (秦大虎)
- Qin Dajian (秦大健)
- Qin Jianming (秦剑铭)
- Qin Ming (秦明)
- Qin Mingliang (秦明良)
- Qin Qingyuan (秦清泉)
- Qin Tianjian (秦天健)
- Qin Wenmei (秦文美)
- Qin Yihan (覃奕汉)
- Qin Yizhen (秦一真)
- Qin Yongchun (秦永春)
- Qing Lingyun
- Qing Yu (青雨)
- Qiu Baiping (邱百平)
- Qiu Guangzheng (邱光正)
- Qiu Jianjun (邱建军)
- Qiu Ruimin (邱瑞敏)
- Qiu Sha (裘沙)
- Qiu Wei (丘玮)
- Qu Baoshou (屈保寿)
- Qu Fang (瞿昉)
- Qu Guhan (瞿谷寒)
- Quan Tai'an (全太安)

### R
- Ren Jixue (任继学)
- Ren Manxin
- Ren Meijun (任美君)
- Ren Shangyong (任尚永)
- Ren Weixin (人伟信)
- Ren Xing (任兴)
- Ren Zhenlang (仁真朗)
- Renzhen Langjia (仁真郎家)
- Rou Jian
- Rui Guangting (芮光庭)

### S
- Sha De'an (啥德安)
- Sha Gengsi (沙更思)
- Shan Lianxiao (单联孝)
- Shang Dezhou (尚德周)
- Shang Shijue (尚世爵)
- Shang Tao (尚涛)
- Shang Xuanbin (尚选彬)
- Shao Guohuan (邵国寰)
- Shao Guoxing (邵国兴)
- Shao Hua (邵华)
- Shao Jingkun (邵晶坤)
- Shao Jingyun (邵靓云)
- Shao Keping (邵克萍)
- Shao Lichen (邵立辰)
- Shao Qinglin (绍青林)
- Shao Qinyun (邵亲云)
- Shao Wenjin (邵文锦)
- Shao Zenghu (邵增虎)
- Shen Daci (沈大慈)
- Shen Fan (沈凡)
- Shen Fuming (沈复明)
- Shen Guangyao (沈广耀)
- Shen Jialin (沈家琳)
- Shen Jian (沈健)
- Shen Jinsheng (沈今生)
- Shen Junke (沈君可)
- Shen Lin (沈霖)
- Shen Meifang (沈梅芳)
- Shen Nan (沈枬)
- Shen Qipeng (沈启鹏)
- Shen Rui (沈锐)
- Shen Shaolun (沈绍伦)
- Shen Shen (申申)
- Shen Shuifu (沈水福)
- Shen Tao (沈涛)
- Shen Xinggong (沈行工)
- Shen Yunqing (沈云清)
- Sheng Cijun (盛此君)
- Shi Banghua (施邦华)
- Shi Dawei (施大畏)
- Shi Fuguo (施福国)
- Shi Huanmo (石桓模)
- Shi Jianqi (史建期)
- Shi Ling (石灵)
- Shi Lu (石鲁)
- Shi Mingde (施明德)
- Shi Qi (石齐)
- Shi Shaochen (施邵辰)
- Shi Shiming (史士明)
- Shi Yongyin (史勇寅)
- Shou Lunjian (寿伦健)
- Shu Chuanxi (舒传熹)
- Shu Junci (舒均次)
- Shu Zhan (舒展)
- Shuai Ligong (帅立功)
- Si You (驷友)
- Sima Lianyi (司马连义)
- Situ Hong (司徒虹)
- Song Enhou (宋恩厚)
- Song Guangsen (宋光森)
- Song Houcheng (宋厚厚)
- Song Huimin (宋惠民)
- Song Kejing (宋克静)
- Song Ren (宋韧)
- Song Renliang (宋仁梁)
- Song Rentang (宋仁棠)
- Song Renxian (宋仁贤)
- Song Wenzhi (宋文治)
- Song Xishan (宋锡山)
- Song Xiuying (宋秀英)
- Song Yupu (宋玉璞)
- Song Zhijian (宋志坚)
- Su Gaoli (苏高礼)
- Su Guang (苏光)
- Su Guojing (苏国惊)
- Su Min (苏民)
- Sun Bin (孙彬)
- Sun Guocheng (孙国成)
- Sun Jiandong (孙建东)
- Sun Jianping (孙建平)
- Sun Jianru (孙建如)
- Sun Jiefan (孙介凡)
- Sun Jingbo (孙景波)
- Sun Jingpo (孙景波)
- Sun Leting (孙乐廷)
- Sun Nengzi (孙能子)
- Sun Quan (孙荃)
- Sun Shunzheng (孙顺正)
- Sun Wenchao (孙文超)
- Sun Xiongfei (孙雄飞)
- Sun Xun (孙逊)
- Sun Yi (孙艺)
- Sun Yisheng
- Sun Yizhi (孙一之)
- Sun Zhihe (孙智和)
- Sun Zhongxiang (孙忠祥)
- Sun Zongwei (孙宗慰)

### T
- Tan Xifang (谭西方)
- Tang Baijun (唐佰钧)
- Tang Baoshan (唐宝山)
- Tang Dequan (唐德泉)
- Tang Guangtie (汤广铁)
- Tang Shangren
- Tang Muli (汤沐黎)
- Tang Xiaohe (唐小禾)
- Tang Xiaoming (唐小铭)
- Tang Yifang (汤义方)
- Tang Ying (唐英)
- Tang Yingnan (唐映南)
- Tang Yun (唐云)
- Tao Mouji (陶谋基)
- Tao Qi (陶琦)
- Tao Tianyue (陶天月)
- Tao Yiqing (陶一清)
- Tao Tianen (陶天恩)
- Tao Tianming (陶天明)
- Te Wei (特伟)
- Tian Jide (田基德)
- Tian Kesheng (田克盛)
- Tian Maohuai (田茂坏)
- Tian Shiguang (田世光)
- Tian Ying (天鹰)
- Tian Yuwen (田郁文)
- Tian Zuoliang (田作良)
- Tong Binggang (童秉纲)
- Tong Jiemei (童介眉)
- Tu Ke (涂克)
- Tu Shuguang (屠曙光)

### W
- Wan Zaishan (万载山)
- Wang An (王安)
- Wang Anjiang (王安江)
- Wang Baishui (王白水)
- Wang Baishun (王百顺)
- Wang Baoguang (王宝光)
- Wang Baogui (王宝贵)
- Wang Bingkun (王炳坤)
- Wang Chun (王春)
- Wang Chuntian (王春田)
- Wang Chunyan (王纯言)
- Wang Dabao (王大保)
- Wang Dahao (王大豪)
- Wang Dawei (王大为)
- Wang Dejuan (王德娟)
- Wang Dewei (王德威)
- Wang Dexing (王德兴)
- Wang Fatang (王法堂)
- Wang Fuzeng (王福增)
- Wang Gan (王幹)
- Wang Gansheng (王干生)
- Wang Guangbo (王广博)
- Wang Guoliang (王国墚)
- Wang Guolun (王国伦)
- Wang He (王赫)
- Wang Hongcai (王鸿才)
- Wang Hongtao (王洪涛)
- Wang Hongyu (汪宏钰)
- Wang Huanqing (汪欢清)
- Wang Hui (王晖)
- Wang Jianbiao (王建标)
- Wang Jianmin (王建民)
- Wang Jiao (王角)
- Wang Jing (望京)
- Wang Jinku (王金库)
- Wang Jintai (王金泰)
- Wang Jinxiang (王金祥)
- Wang Jue (王角)
- Wang Junliang (王俊亮)
- Wang Juping (王居平)
- Wang Kewei (王可伟)
- Wang Kuiwen (王奎文)
- Wang Laixin (王来信)
- Wang Liancheng (王连厚)
- Wang Liguo (王利国)
- Wang Lihua (王利华)
- Wang Linkun (王麟坤)
- Wang Liuying (王柳影)
- Wang Lixin (王立新)
- Wang Lizhi (王立志)
- Wang Manshuo (王曼硕)
- Wang Meifang (王美芳)
- Wang Meihua (王美华)
- Wang Mingsheng (王明生)
- Wang Mingyu (王明玉)
- Wang Mo (王墨)
- Wang Naizhuang (王乃壮)
- Wang Puyuan (王普元)
- Wang Qiaoshen (王乔申)
- Wang Qing (汪清)
- Wang Qinghuai (王庆淮)
- Wang Qingsheng (王庆生)
- Wang Rongjiang (王荣奖)
- Wang Shaoji (王绍基)
- Wang Shenghua (王胜华)
- Wang Shikuo (王式廓)
- Wang Shiru (王世儒)
- Wang Shoumu (王守木)
- Wang Shuanggui (王双贵)
- Wang Shuhui (王叔晖)
- Wang Tie (汪铁)
- Wang Tiecheng (王铁成)
- Wang Tong (王通)
- Wang Weirong (王伟戎)
- Wang Weishu (王伟戍)
- Wang Weixin (王维新)
- Wang Weixu (王伟戌)
- Wang Wenfang (王文芳)
- Wang Wentao (王文涛)
- Wang Xijing (王西京)
- Wang Xin (王信)
- Wang Xindian (王新淀)
- Wang Xiqi (王锡麒)
- Wang Xiqing (王喜庆)
- Wang Xisong (王系松)
- Wang Yan (王雁)
- Wang Yang (汪洋)
- Wang Yanlin (王炎林)
- Wang Yaozhang (王耀璋)
- Wang Yiding (王一定)
- Wang Ying (王英)
- Wang Yingchun (王迎春)
- Wang Yongqiang (王永强)
- Wang Yongyang (王永扬)
- Wang Youjun (汪幼军)
- Wang Yuqi (王玉琪)
- Wang Zhan'ao (王占鳌)
- Wang Zhaoda (王肇达)
- Wang Zhaoqing (王肇庆)
- Wang Zheng (王征)
- Wang Zhengzhong (王正中)
- Wang Zhenren (王镇仁)
- Wang Zhenyu (王振羽)
- Wang Zhiping (王执平)
- Wang Zhiying (王志英)
- Wang Zhongmin (王重敏)
- Wang Zhongqing (王仲请)
- Wang Zunyi (王遵义)
- Wei Changyou (魏昌有)
- Wei Chuanyi (魏传义)
- Wei Chuyu (魏楚予)
- Wei Jiangqiong (韦江琼)
- Wei Jin (魏进)
- Wei Jingshan (魏金山)
- Wei Kuizhong (魏魁仲)
- Wei Qimei (韦启美)
- Wei Shaoru (魏少如)
- Wei Shuxia (卫淑霞)
- Wei Tianyu (韦天瑜)
- Wei Tiesheng (魏铁生)
- Wei Wen (维文)
- Wei Xianqing (韦献青)
- Wei Yang (魏扬)
- Wei Yingzhou (魏瀛洲)
- Wei Zhenbao (魏振保)
- Wei Zhigang (魏志刚)
- Wei Zihui (魏梓慧)
- Wei Ziqiang (韦自强)
- Wen Bing (文兵)
- Wen Daokuan (文道宽)
- Wen Guozhang (文国璋)
- Wen Quanyuan (温泉源)
- Wen Xiaomiao (文小苗)
- Wen Yongxiong
- Weng Ping (翁平)
- Weng Rulan (翁如蘭)
- Weng Yizhi (翁逸之)
- Wu Biduan (伍必端)
- Wu Bingde
- Wu Chenlei (伍陈雷)
- Wu Deyuan (吴德远)
- Wu Dezu (武德祖)
- Wu Guanghua (吴光华)
- Wu Guanzhong (吴冠中)
- Wu Hongsheng (吴洪生)
- Wu Huamin (邬华敏)
- Wu Jiahua (吴家华)
- Wu Jian (吴健)
- Wu Jianzhong (吴建中)
- Wu Jinglu (吴儆芦)
- Wu Jiren (武继任)
- Wu Jue (伍觉)
- Wu Junfa (吴俊发)
- Wu Junqi (吴君琪)
- Wu Kui (吴夔)
- Wu Lei (梧磊)
- Wu Lieyan (邬烈炎)
- Wu Linsheng (伍霖生)
- Wu Maoxiang (吴懋祥)
- Wu Meifen (吴美芬)
- Wu Mifeng (乌密风)
- Wu Min (吴敏)
- Wu Qiangnian
- Wu Qingxun (吴庆勋)
- Wu Qizhong (伍启中)
- Wu Ren (吴仁)
- Wu Ruilong (吴瑞龙)
- Wu Shanggong (武尚功)
- Wu Shaoyun (吴少云)
- Wu Shouming (吴守明)
- Wu Weiming (吴卫鸣)
- Wu Xikang (吴锡康)
- Wu Xi’an (吴夏安)
- Wu Xianchun (吴贤淳)
- Wu Xiangfeng (吴象峰)
- Wu Xingqing (吴性清)
- Wu Xuexiong (吴雪熊)
- Wu Yi (吴诒)
- Wu Yumei (吴玉梅)
- Wu Yun (吴耘)
- Wu Yunhua (吴云华)
- Wu Zhefu (吴哲夫)
- Wu Zhenxiang (吴侦祥)
- Wu Zhetian (吴哲天)
- Wu Zhongping (武忠平)
- Wu Ziqiang (吴自强)
- Wu Zuoren (吴作人)

### X
- Xi Dong
- Xi Lijiang (洗励强)
- Xia Baoyuan (夏葆元)
- Xia Liye (夏立业)
- Xia Tongguang (夏同光)
- Xia Zhenping (夏振萍)
- Xian Liqiang (冼励强)
- Xiang Weiren (项维仁)
- Xiang Xianwen (项宪文)
- Xiang Xuesheng (向学胜)
- Xiang Yang (向阳)
- Xiang Yangwen (向阳文)
- Xiao Feng (肖锋)
- Xiao Hui (肖辉)
- Xiao Ke (晓柯)
- Xiao Lin (肖林)
- Xiao Longzong (肖龙宗)
- Xiao Mu (晓牧)
- Xiao Paopao (肖跑跑)
- Xiao Rui (晓蕊)
- Xiao Tiaotiao (肖跳跳)
- Xiao Wanqing (肖万庆)
- Xiao Xiancai (肖先才)
- Xiao Zhengpo (肖征泼)
- Xiao Zhengzhong (肖正中)
- Xiao Zhenya (肖振亚)
- Xie Guangzhao (谢光照)
- Xie Ju'ou (谢拒瓯)
- Xie Kexin (谢可新)
- Xie Linghu (谢令虎)
- Xie Mulian (谢幕连)
- Xie Pengcheng (谢鹏程)
- Xie Zhigao (谢志高)
- Xie Zhiguang (谢之光)
- Xin Hejiang (辛鹤江)
- Xin Ke
- Xin Keqing (辛克清)
- Xin Liliang (忻礼良)
- Xin Mang (辛莽)
- Xin Zhang (心彰)
- Xing Zhankui (邢占魁)
- Xing Zhigeng (邢志耕)
- Xiong Penghu (熊鹏虎)
- Xiong Sihong (熊思红)
- Xu Baojia (徐保佳)
- Xu Baozhong (许宝中)
- Xu Beihong (徐悲鸿)
- Xu Changming (徐昌明)
- Xu Chengzhi (徐厚智)
- Xu Chunzhong (徐纯中)
- Xu Fengming
- Xu Fugen (徐福根)
- Xu Guifang (许贵芳)
- Xu Hongduo (徐洪铎)
- Xu Jialin (许家麟)
- Xu Jing (徐京)
- Xu Jingda (徐金达)
- Xu Jiping (徐寄萍)
- Xu Junxuan (徐君萱)
- Xu Kuang (徐匡)
- Xu Kuizhi (徐魁之)
- Xu Limin (许利民)
- Xu Ling (徐灵)
- Xu Meijun (徐湄君)
- Xu Ping (徐屏)
- Xu Qinsong (许钦松)
- Xu Rongchu (许荣初)
- Xu Shizheng (徐世政)
- Xu Weihua (徐卫华)
- Xu Wenhua (徐文华)
- Xu Xi (徐希)
- Xu Xiaobing (徐肖冰)
- Xu Yong (许勇)
- Xu Yuangqing (徐元清)
- Xu Zhaohai (徐照海)
- Xu Zhiwen (徐志文)
- Xuan Canyuan (宣灿源)
- Xuan Chengbang (宣承榜)
- Xue Shan (薛山)

### Y
- Ya Ming (亚明)
- Yan Chengfu (颜承富)
- Yan Fengqiao (阎锋樵)
- Yan Gefan
- Yan Guiming (阎贵明)
- Yan Han (彦涵)
- Yan Jian (严坚)
- Yan Jie (燕杰)
- Yan Jun (严浚)
- Yan Ming (严明)
- Yan Shanchun (阎善春)
- Yan Shansheng (阎善盛)
- Yan Sheng (延生)
- Yan Wenxi (闫文喜)
- Yan Xinghua (严兴华)
- Yan Yongsheng (阎永生)
- Yan Youjun (严幼俊)
- Yang Baocheng (杨宝成)
- Yang Chaoyin (杨朝)
- Yang Chuanlong (杨传龙)
- Yang Dawei (杨大炜)
- Yang Debiao (杨德彪)
- Yang Furu (杨馥如)
- Yang Guoxun (杨国勋)
- Yang Han (杨涵)
- Yang Huanzhao (杨焕照)
- Yang Jianhou (杨建候)
- Yang Jianjian (杨健健)
- Yang Jianming (杨建明)
- Yang Jingzhi (杨景芝)
- Yang Jun (杨军)
- Yang Junsheng (杨俊生)
- Yang Keshan (杨克山)
- Yang Keyang (杨可扬)
- Yang Liezhang (杨列章)
- Yang Lin'gui (杨林贵)
- Yang Liqun (杨立群)
- Yang Lizhou (杨力舟)
- Yang Nanrong (杨南荣)
- Yang Peizhang (扬沛璋)
- Yang Shuntai (杨顺泰)
- Yang Shutao (杨淑涛)
- Yang Songlin (杨松林)
- Yang Tiantian (杨天天)
- Yang Weiqiao (杨卫桥)
- Yang Wende (杨文德)
- Yang Wenren (杨文人)
- Yang Wenxiu (杨文绣)
- Yang Wenyi (杨文义)
- Yang Xianrang (杨先让)
- Yang Xiaoli (杨孝丽)
- Yang Yanping (杨燕萍)
- Yang Yingbiao (杨英镖)
- Yang Yitang (杨逸塘)
- Yang Yuhua (杨玉华)
- Yang Yun (阳云)
- Yang Zhiguang (杨之光)
- Yang Ziqiang (杨自强)
- Yao Erchang (姚尔畅)
- Yao Gengyun (姚耕云)
- Yao Tianmu (姚天沐)
- Yao Youduo (姚有多)
- Yao Youxin (姚有信)
- Yao Yuqi (姚玉琪)
- Yao Zhongxin (姚种新)
- Yao Zhongyu (姚中玉)
- Ye Dechang (叶德昌)
- Ye Guanhua (叶冠华)
- Ye Hongxiang (叶洪祥)
- Ye Jian (叶坚)
- Ye Qianyu (叶浅予)
- Ye Ruiwei (叶瑞伟)
- Ye Shanlu (叶善箓)
- Ye Wulin (叶武林)
- Ye Juwu (叶矩吾)
- Ye Ming (叶明)
- Yi Fasheng (易发生)
- Yi Zhong (逸中)
- Yin Enguang (殷恩光)
- Yin Fukang (尹福康)
- Yin Hong (尹洪)
- Yin Huan (尹欢)
- Yin Peihua (殷培华)
- Yin Quanyuan (殷全元)
- Yin Rongsheng (尹戎生)
- Yin Taiyin (阴太阴)
- Yin Xiangqian (尹向前)
- Yin Xusheng (尹戌生)
- Ying Tao (英韜)
- Ying Yan (应岩)
- Ying Yeping (应野平)
- Yixi Sangdan (益西桑丹)
- Yixi Zeren (益西泽仁)
- You Chongren (尤崇仁)
- You Jiashen (由甲申)
- You Longgu (游龙姑)
- You Wenxuan (尤文绚)
- You Yunchang (游允常)
- Yu Baojian (于宝俭)
- Yu Fuhai (俞福海)
- Yu Hao (俞浩)
- Yu Huali (于华鲤)
- Yu Juhu (余菊初)
- Yu Li (俞理)
- Yu Liang (于凉)
- Yu Mu (于牧)
- Yu Qiang (余强)
- Yu Qiwan (余其万)
- Yu Shimei (余士梅)
- Yu Shiwei (俞世伟)
- Yu Wanqiang (于万强)
- Yu Weibo (俞微波)
- Yu Xiaoyi (余小仪)
- Yu Yuanfu (愈元辅)
- Yu Yunjie (俞云阶)
- Yu Yunpeng (余云鹏)
- Yu Zhande (于占德)
- Yu Zhengyuan (喻正元)
- Yu Zhenli (于振立)
- Yuan Chuanding (袁传鼎)
- Yuan Feng (袁峰)
- Yuan Hao (袁浩)
- Yuan Jiqing (袁继清)
- Yuan Qinglu (袁庆禄)
- Yuan Ruyun (原儒云)
- Yuan Xiaocang (袁晓沧)
- Yuan Tumao (袁突贸)
- Yuan Yao'e (袁耀锷)
- Yuan Yinchang (袁银昌)
- Yue Xiaoying (乐小英)
- Yun Qicang (惲圻蒼)
- Yun Xindun (恽忻躉)

### Z
- Zeng Chaohua (曾朝华)
- Zeng Guonie (曾国涅)
- Zeng Hongliu (曾洪流)
- Zeng Jigang (曾纪纲)
- Zeng Riwen (曾日文)
- Zeng Tingshen (曾庭神)
- Zeng Tingzhong (曾廷仲)
- Zeng Zhaoqiang (曾昭强)
- Zhai Runshu (翟润书)
- Zhai Shuguo (翟书国)
- Zhai Zuhua (翟祖华)
- Zhan Jianjun (詹建俊)
- Zhang Anpu (张安朴)
- Zhang Baiyi (张白疑)
- Zhang Baogui (张宝贵)
- Zhang Baoliang (张保亮)
- Zhang Biwu (张碧梧)
- Zhang Changqing (张长清)
- Zhang Chengrong (张成荣)
- Zhang Chengsi (张成思)
- Zhang Danian (张大年)
- Zhang Dawei (张大畏)
- Zhang Daxin (张大昕)
- Zhang Dejun (张德俊)
- Zhang Dianyu (张奠宇)
- Zhang Ding (张仃)
- Zhang Dingzhao (张定钊)
- Zhang Diping (张迪平)
- Zhang Dongsheng (张冬生)
- Zhang Fanfu (张凡夫)
- Zhang Fengxian (张凤仙)
- Zhang Fulong (张福龙)
- Zhang Guang (张广)
- Zhang Guangli (张广立)
- Zhang Guangyu (张光宇)
- Zhang Guanzhe (张冠哲)
- Zhang Gufeng (张鼓峰)
- Zhang Guiming (张桂铭)
- Zhang Hanyi (张涵毅)
- Zhang Herong (张和荣)
- Zhang Hongfei (张洪飞)
- Zhang Hongfeng (张宏峰)
- Zhang Hongti (张洪替)
- Zhang Hua (张华)
- Zhang Huaijiang (张怀江)
- Zhang Huibin (张惠斌)
- Zhang Huimin (张慧敏)
- Zhang Jiajin (张家劲)
- Zhang Jiayan (张嘉言)
- Zhang Jinbiao (张锦标)
- Zhang Jinghua (张竞华)
- Zhang Jingtang (张金堂)
- Zhang Jingzhong (张金中)
- Zhang Jinyi (张金义)
- Zhang Jun (张峻)
- Zhang Kenan (张柯南)
- Zhang Kuan (张宽)
- Zhang Lang (张朗)
- Zhang Lei (张磊)
- Zhang Leping (张乐平)
- Zhang Lin (张淋)
- Zhang Lingzhi (张灵芝)
- Zhang Lizhen (张丽珍)
- Zhang Longji (张隆基)
- Zhang Luan (张鸾)
- Zhang Luhong (张路红)
- Zhang Mingsheng (张明生)
- Zhang Peichu (张培础)
- Zhang Pincao (张品操)
- Zhang Ping (張平)
- Zhang Qianyi (张钱翊)
- Zhang Qiongzhi (张琼芝)
- Zhang Renyuan (章仁缘)
- Zhang Ruiheng (张瑞恒)
- Zhang Ruji (张汝济)
- Zhang Ruwei (张汝为)
- Zhang Shaocheng (张绍城)
- Zhang Shaofang (张绍方)
- Zhang Sheng (张胜)
- Zhang Shixian (张世先)
- Zhang Songhe (张松鹤)
- Zhang Songhong (张松宏)
- Zhang Songnan (张颂南)
- Zhang Suyu (张苏予)
- Zhang Tianfang (张天放)
- Zhang Tongyun (张彤云)
- Zhang Wanchen (张万臣)
- Zhang Weizhi (张为之)
- Zhang Wenda (章文达)
- Zhang Wenxin (张文新)
- Zhang Wenxu (张雯煦)
- Zhang Wenyuan (张文源)
- Zhang Wu (张武)
- Zhang Xianfu (张先富)
- Zhang Xiliang (张喜良)
- Zhang Xin'guo (张辛国)
- Zhang Xiushi (张秀时)
- Zhang Xiwu (张秀时)
- Zhang Xueyin (张雪茵)
- Zhang Yan (张延)
- Zhang Yang (张扬)
- Zhang Yanlin (张延龄)
- Zhang Yanling (张延龄)
- Zhang Yihao (张亦浩)
- Zhang Yingjun (张英军)
- Zhang Yiqing (张贻庆)
- Zhang Yongdian (张永典)
- Zhang Yongxin (张永新)
- Zhang Yuejian (张岳健)
- Zhang Yuhai (张玉海)
- Zhang Yuliang (张育良)
- Zhang Yulin (章毓霖)
- Zhang Yuqing (章育青)
- Zhang Zebi (张泽芘)
- Zhang Zemin (张泽民)
- Zhang Zengmu (张增木)
- Zhang Zhaonian (张兆年)
- Zhang Zhenhua (张振华)
- Zhang Zhenshi (张振仕)
- Zhang Zhenzhao (张镇照)
- Zhang Zhimin (章志敏)
- Zhang Zhiping (张志平)
- Zhang Zhiqian (张志千)
- Zhang Ziyi (张自疑)
- Zhanqing Liunan (詹青刘南)
- Zhao Chiting (招炽挺)
- Zhao Dajun (赵大军)
- Zhao Dawu (赵大鹜)
- Zhao Dian (赵淀)
- Zhao Dianbang (赵殿邦)
- Zhao Guangtao (赵光涛)
- Zhao Guide (赵贵德)
- Zhao Guojing (赵国经)
- Zhao Guoquan (赵国铨)
- Zhao Hong (赵宏)
- Zhao Hongben (赵宏本)
- Zhao Huasheng (赵华胜)
- Zhao Jian (赵坚)
- Zhao Jianfang (赵坚方)
- Zhao Jianwei (赵建伟)
- Zhao Jin (赵金)
- Zhao Jiwen (赵纪文)
- Zhao Junjie (赵俊杰)
- Zhao Kunhan (赵坤汉)
- Zhao Lian'ai (赵连霭)
- Zhao Min (赵敏)
- Zhao Minsheng (赵敏生)
- Zhao Panbin (赵泮滨)
- Zhao Shangyi (赵尚义)
- Zhao Shiying (赵士英)
- Zhao Shuping (赵淑萍)
- Zhao Shuqi (赵树启)
- Zhao Shuqin (赵淑钦)
- Zhao Songsheng (赵宋生)
- Zhao Weiliang (赵渭凉)
- Zhao Weimin
- Zhao Weiyue (赵伟月)
- Zhao Wenfa (赵文发)
- Zhao Wenwei (赵文渭)
- Zhao Wenyuan (赵文元)
- Zhao Xinfang (赵信访)
- Zhao Yanchao (赵雁潮)
- Zhao Yannian (赵延年)
- Zhao Yi (赵毅)
- Zhao Yu (赵域)
- Zhao Youhua (赵幼华)
- Zhao Zhenwan (赵镇琬)
- Zheng Hongliu (郑洪流)
- Zheng Jie (郑捷)
- Zheng Mukang (郑幕康)
- Zheng Nian (正年)
- Zheng Ronggeng (郑荣庚)
- Zheng Shengtian (郑胜天)
- Zheng Tongxiao (郑通校)
- Zheng Wanlin (郑万林)
- Zheng Xiangnong (郑向农)
- Zheng Xiaojuan (郑小娟)
- Zheng Xinmin (郑新民)
- Zhong Han
- Zhong Jihe (仲跻和)
- Zhong Shimei (钟时梅)
- Zhong Shijia (仲世家)
- Zhong Zaiben (钟在本)
- Zhong Zhihong (钟志宏)
- Zhou Anqi (周安琪)
- Zhou Biwu (周碧梧)
- Zhou Bo (周波)
- Zhou Butian (周补田)
- Zhou Chengli (周成俪)
- Zhou Daowu (周道悟)
- Zhou Dazheng (周大正)
- Zhou Dongguang (周大正)
- Zhou Guangjie (周光价)
- Zhou Haige (周海歌)
- Zhou Hongcai (周洪才)
- Zhou Jian (周健)
- Zhou Jianzhi (周建志)
- Zhou Juejun (周觉钧)
- Zhou Jun (周军)
- Zhou Lingjian (周令剑)
- Zhou Lushi (周路石)
- Zhou Meiguang (周美光)
- Zhou Pa (周波)
- Zhou Ruichang (周瑞昌)
- Zhou Ruiwen (周瑞文)
- Zhou Ruizhuang (周瑞庄)
- Zhou Shuqiao (周树桥)
- Zhou Sicong (周思聪)
- Zhou Xuefen (周雪芬)
- Zhou Yizhu (周义柱)
- Zhou Youru
- Zhou Yuequan (周月泉)
- Zhou Yuwei (周玉玮)
- Zhou Zhaokan (周昭坎)
- Zhou Zheng (周正)
- Zhou Zongyuan (周宗源)
- Zhu Dunjian (朱敦俭)
- Zhu Guangrong (朱光荣)
- Zhu Jiaming (朱嘉铭)
- Zhu Lin (朱林)
- Zhu Naizheng (朱乃正)
- Zhu Peilin (朱沛霖)
- Zhu Shuhuan (朱淑缓)
- Zhu Songfa (朱松发)
- Zhu Xiaogang (朱小刚)
- Zhu Xiaoying (朱晓莹)
- Zhu Xibin (朱希斌)
- Zhu Xu (朱旭)
- Zhu Yeqing (朱也青)
- Zhu Yi (朱仪)
- Zhu Ying (朱膺)
- Zhu Yuanqing (朱源清)
- Zhu Zhangchao (朱章超)
- Zhu Zongzhi (朱宗之)
- Zhuang Yan (庄言)
- Zong Qixiang (宗其香)
- Zong Wenlong (宗文龙)
- Zou Daqing (邹达清)
- Zou Liangcai (邹良材)
- Zou Qikui (邹起奎)
- Zou Yuhua (邹玉华)
- Zuo Hanzhong (左汉中)
- Zuo Hui (左辉)
- Zuo Jianhua (左建华)
- Zou Peizhu (邹佩珠)
- Zuo Yi (左毅)
- Zuo Yin (左因)